# Miriam Kressin
Miriam Kressin (ur. 4 marca 1910 w Białymstoku, zm. 28 października 1996 w Nowym Jorku) – polska i amerykańska aktorka żydowskiego pochodzenia, zwana „pierwszą damą żydowskiego teatru".
W Polsce zasłynęła głównie z roli Estery w filmie Błazen purymowy oraz sztuk teatralnych w języku jidysz. Po emigracji do Stanów Zjednoczonych kontynuowała pracę w teatrze jidysz. Od końca lat 80. do śmierci wykładała dramat na Queens College. Od 1943 roku była żoną aktora Seymoura Rexite (1908–2002). 

## Filmografia
- 1984: Almonds and Raisins
- 1937: Błazen purymowy